# Bossòst
Bossòst este o localitate în Spania în comunitatea Catalonia în provincia Lleida. În 2006 avea o populație de 1.043 locuitori.
1. ↑  Nomenclátor Geográfico de Municipios y Entidades de Población (20240402 edition)
2. ↑   https://www.ccma.cat/324/dissabte-de-constitucio-dels-ajuntaments-barcelona-i-ripoll-principals-incognites/noticia/3235709/ Lipsește sau este vid: |title= (ajutor)
3. 1 2   http://www.idescat.cat/pub/?id=aec&n=925&t=2016 Lipsește sau este vid: |title= (ajutor)